# Máster en abogacía
El máster en abogacía, máster en acceso a la abogacía o máster en práctica jurídica es un título de maestría que habilita para la práctica como abogado en España. Es un máster habilitante y supone el título profesional básico para el acceso al ejercicio de la abogacía y práctica legal en España.
El título de maestría fue creado en el año 2006 con la Ley 34/2006, de 30 de octubre, sobre el acceso a las profesiones de abogado y procurador de los tribunales. La ley quiso estandarizar el acceso a la abogacía con respecto a la situación en otros países de la Unión Europea y el acceso a la abogacía.
En el año 2021 la Ley 15/2021, de 23 de octubre, por la que se modifica la Ley 34/2006, de 30 de octubre unificó el título para convertirlo en una maestría única para ejercer como abogado y como procurador.
El máster en abogacía es requisito indispensable para poder presentarse después a la prueba de acceso a la abogacía y obtener el título de abogado.

## El máster en abogacía (2006)
Para unir todos los sistemas de práctica legal, España reformó la práctica legal en el año 2006. Antes de ese año en España era suficiente la Licenciatura en Derecho para el ejercicio de la abogacía.
La Ley 34/2006, de 30 de octubre, sobre el acceso a las profesiones de abogado y procurador de los tribunales y el reglamento en virtud del Real Decreto 775/2011, de 3 de junio, por el que se aprueba el Reglamento de la Ley 34/2006, de 30 de octubre, sobre el acceso a las profesiones de abogado y procurador de los tribunales modificaron el sistema de acceso a la práctica legal.

Artículo 2. Requisitos generales.
1. La obtención del título profesional de abogado o de procurador de los tribunales requiere el cumplimiento de los siguientes requisitos:
a) Estar en posesión del título de Licenciado en Derecho, Graduado en Derecho o de otro título universitario de Grado equivalente que reúna los requisitos establecidos en el artículo 3 de este reglamento.
b) Acreditar la superación de alguno de los cursos de formación comprensivos del conjunto de competencias necesarias para el ejercicio de dichas profesiones en los términos previstos en este reglamento.
c) Desarrollar un periodo formativo de prácticas en instituciones, entidades o despachos, relacionados con el ejercicio de esas profesiones.

d) Superar la prueba de evaluación final acreditativa de la respectiva capacitación profesional.
Real Decreto 775/2011, de 3 de junio.

El nuevo acceso a la práctica legal requiere:
- Grado en Derecho (4 años)
- Máster en abogacía (2 años)
- Prueba estatal de acceso a la abogacía

como paso previo a la colegiación y el ejercicio profesional.
Anteriormente una licenciatura en Derecho era suficiente para acceder a la abogacía o a la procura, los recién licenciados podían colegiarse en cualquier colegio de abogados y ejercer la profesión. Sin embargo, esto suponía un desequilibrio en la educación jurídica entre los países, porque había países en los que se podía ejercer directamente con solo la licenciatura en Derecho (España), en otros con un título de posgrado y en otros con título de posgrado y examen estatal, eso trajo que muchos ciudadanos extranjeros, en cuyos países se requería posgrado y examen estatal, viniesen a España y mediante esta trampa legal accedían a la práctica legal sin posgrado ni examen estatal.
Sin embargo, con la entrada en le Unión Europea, que buscaba una integración política y económica, llegó el Plan Bolonia y unificó los modos de acceder a la práctica legal en los países europeos. A esto también hay que sumarle las quejas del colectivo de la abogacía española. Por todo ello se cambió el sistema de acceso.

### Nombre del máster
En cuanto a la denominación la Ley 34/2006, de 30 de octubre, sobre el acceso a las profesiones de abogado y procurador de los tribunales no otorga un nombre a este máster, solamente dice "cursos de formación para abogados y procuradores", así que cada universidad ha otorgado una denominación distinta a este máster, por ello tiene tantas nombres distintos:
- máster en práctica jurídica
- máster en abogacía y práctica jurídica
- máster en abogacía
- máster de acceso a la abogacía
- máster de acceso a la profesión de abogado

## Características
El máster en abogacía consta de 90 créditos ECTS, 3 semestres, uno o dos años según el centro que lo ofrezca. 60 créditos ECTS son de formación y 30 créditos ECTS son la pasantía jurídica de 6 meses de duración en despachos de abogados.
Si se compone de dos años académicos, en el primero año se estudia casi todo el programa del grado en Derecho (derecho civil, penal, mercantil, procesal, administrativo, laboral, internacional etc.) con aplicación teórica y práctica, y en el segundo se realizan las prácticas (pasantía jurídica) y se presenta el trabajo de fin de máster.